# غوني كندي
غوني كندي هي قرية في مقاطعة مشكين شهر، إيران. عدد سكان هذه القرية هو 59 في سنة 2006.